# L'ottava moglie di Barbablù (film 1938)
L'ottava moglie di Barbablù (Bluebeard's Eighth Wife) è un film del 1938 diretto da Ernst Lubitsch.

## Trama
Nicole è una bella ragazza che vive in Costa Azzurra. È figlia di un nobile decaduto, il marchese de Loiselle, il quale mantiene il suo elevato tenore di vita non pagando i conti, vendendo i pezzi residui della sua eredità e cercando di montare operazioni finanziarie di scarso successo. 
Un giorno, in un grande magazzino, Nicole incontra un ricco americano, Michael Brandon, che si innamora a prima vista di lei. Brandon è un operatore finanziario capace e ha un carattere forte; soffre però di una grave insonnia che lo tormenta.
Michael conosce il padre di Nicole e, pur di avvicinarsi alla ragazza, compra da lui una vasca da bagno d'antiquariato. Nicole però non ne è contenta: non vuole essere comprata come un oggetto e mette in guardia il padre al riguardo.
Comunque è ben lieta di farsi corteggiare da Michael e i due finiscono per fidanzarsi, con scorno di Albert, un giovane impiegato di banca, amico di Nicole e innamorato di lei.

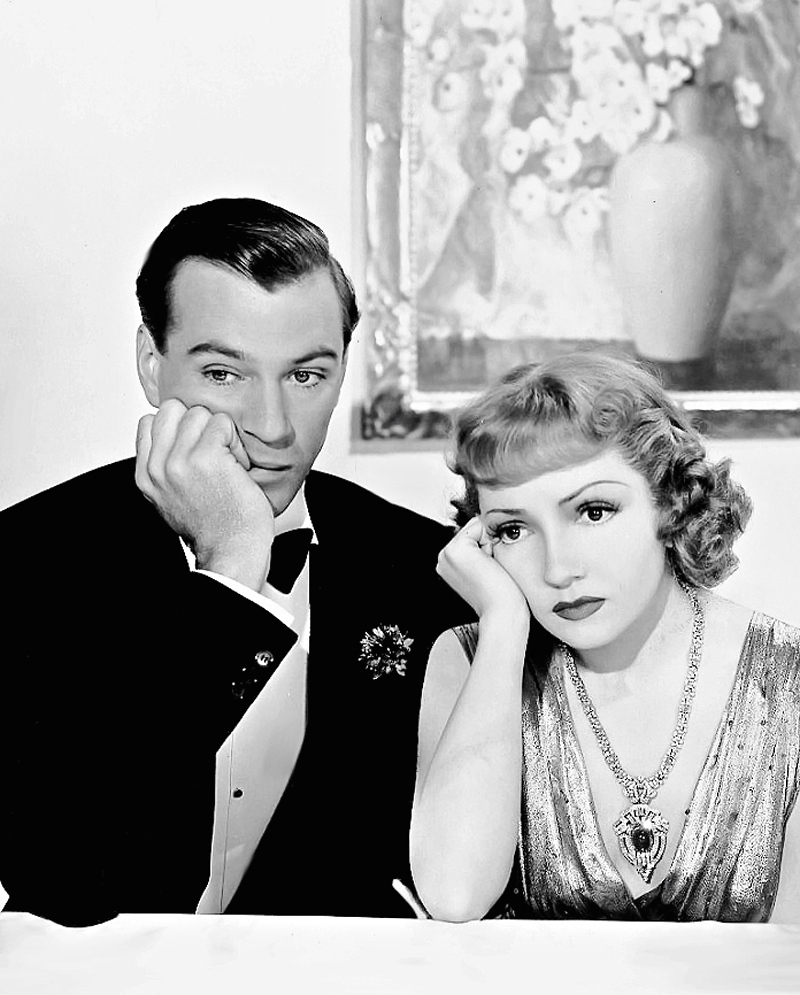
Michael Brandon (Gary Cooper) e Nicole de Loiselle (Claudette Colbert) in una foto di scena

I primi problemi sorgono quando Nicole viene a sapere che Michael è già stato sposato sette volte. Nicole si rifiuta di sposarlo, spalleggiata dalla zia Edwige, l'anziana matriarca della famiglia, ma il padre della ragazza è molto attratto dai soldi di Michael. 
Alla fine, Nicole accetta di sposarlo a condizione che lui si impegni a darle a titolo di risarcimento 100.000 dollari all'anno se decidesse di lasciarla.
Già dal viaggio di nozze, Nicole adotta una tattica particolare, per non fare la fine delle altre mogli: tiene il marito a distanza, nella vita quotidiana, e non gli si concede, facendo anzi di tutto per rendergli la vita matrimoniale insopportabile.
Michael ne è sconcertato, e prova varie strategie per recuperare la moglie, dalla colluttazione alle cenette romantiche. Ma Nicole è irremovibile. Michael quindi inizia a pensare che sia tutto un pretesto della donna per arrivare presto a un divorzio e godersi la somma pattuita, magari con un altro uomo.
Tutto questo conquista a poco a poco Michael: il fatto di non poter avere subito tutto ciò che vuole è una novità per lui, e anzi diventa apprensivo e geloso.
Nicole intanto ingaggia il medesimo detective per organizzare una messa in scena: tramite questi, assolda un pugile e finge che sia il suo amante. Addolorato, Michael offre il divorzio a Nicole, che glielo concede. L'uomo ne esce con un esaurimento nervoso, finendo in clinica.
Nicole va quindi a trovare l'ex-marito e gli racconta tutti i retroscena. Può finalmente relazionarsi con lui su un piano di parità: ora anche lei è ricca.

## Produzione
Le riprese del film, che fu prodotto da Ernst Lubitsch per la Paramount Pictures, durarono dal 23 ottobre 1937 a inizio gennaio 1938.

## Distribuzione
Distribuito dalla Paramount Pictures, il film uscì nelle sale cinematografiche statunitensi il 18 marzo, presentato a New York il 23 marzo 1938.